# Troponine

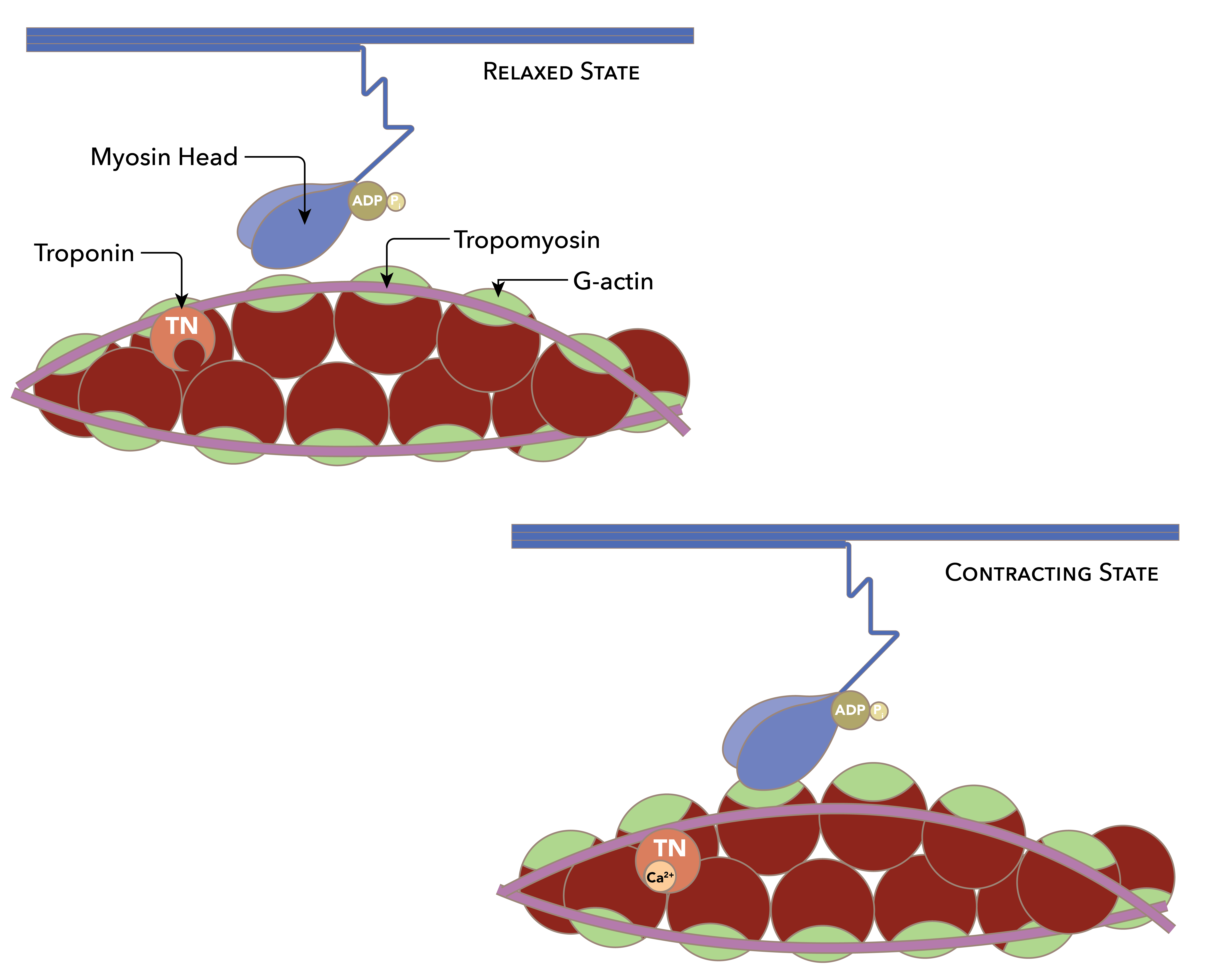
De rol van troponine bij de spiercontractie

Troponine  is een complex van een drietal eiwitten, die een belangrijke regulerende rol spelen bij de contractie van skeletspierweefsel en hartspierweefsel. Troponine bestaat uit drie subunits: troponine I, {\displaystyle {\ce {TnI}}}, troponine T, {\displaystyle {\ce {TnT}}} en troponine C, {\displaystyle {\ce {TnC}}}. {\displaystyle {\ce {TnI}}} bindt aan actine, {\displaystyle {\ce {TnT}}} aan tropomyosine en {\displaystyle {\ce {TnC}}} bindt aan calciumionen. De functie van troponine is het verankeren van tropomyosine aan actine. Tropomyosine dekt hierdoor de bindingsplaatsen af waarmee myosine aan actine kan binden. Zolang myosine niet aan actine gekoppeld is kan er geen spiercontractie plaatsvinden. Wanneer calcium het cytoplasma van de spiercel binnenstroomt, dan bindt dit aan troponine, waardoor tropomyosine van vorm verandert. Hierdoor kan myosine aan actine binden en start de spiercontractie.

## Rol van troponine in de diagnostiek
Troponine is een hartmarker die in de geneeskunde gebruikt wordt om in een bloedmonster vast te stellen of een patiënt een hartinfarct heeft gehad.  Troponine kan in bloed binnen twee tot vier uur tot twee weken na een hartinfarct zijn verhoogd. Er worden twee vormen van troponine gebruikt als hartmarker, TnI en TnT. Beide zijn even gevoelig bij het vaststellen van een hartinfarct. Het meten van troponine is de eerste uren na het ontstaan van een hartinfarct nog niet geschikt om een hartinfarct uit te sluiten. Vaak zal bij een patiënt met typische hartklachten dan ook een aantal uren later nog eens troponine worden gemeten.

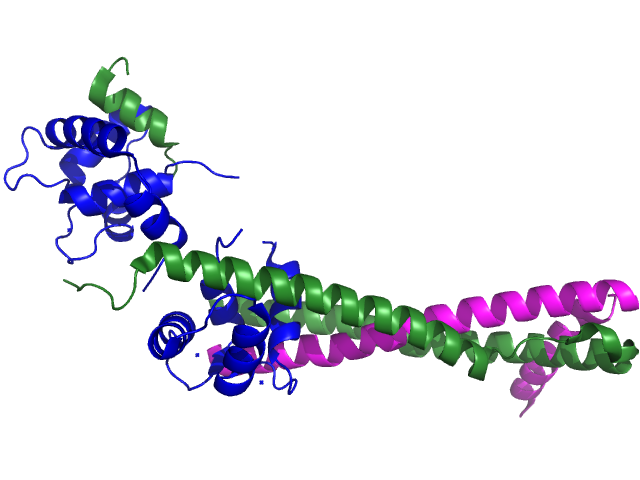
Lintpresentatie van het menselijke troponine core complex, 52 kDa core, in de calcium-verzadigde vorm
troponine T
troponine I
troponine C

## Websites
- Nvkc.nl. , 4 december 2024